# I duri non ballano (album)
I duri non ballano è il primo album in studio della Steve Rogers Band, la storica band spalla di Vasco Rossi, pubblicato nel 1986.

## L'album
A 4 anni dalla pubblicazione del singolo Neve Nera/Prendi e scappa, con entrambi i testi scritti dal cantante di Zocca per loro, il gruppo incide questo album che ottiene un discreto successo, vende qualche migliaio di copie e comincia a far conoscere al pubblico la rock band modenese. Dal disco fu estratto il singolo Ok sì/Questa sera Rock n'Roll.
Solo due anni dopo, con Alzati la gonna, la band riscontrò un grande successo, con il singolo omonimo che divenne il tormentone dell'estate 1988 e portò la band a vincere numerosi premi nazionali, e la partecipazione in quello stesso anno al Festivalbar.
Le registrazioni dell'album avvennero verso la fine del 1985 agli Umbi Studio di Modena, dove qualche mese prima il gruppo aveva registrato insieme a Vasco Cosa succede in città. L'album si apre con Ok sì(brano scritto insieme a Vasco) dalle sfumature rock-reggae che andavano di moda in quegli anni, poi si passa a Senza un alibi, classico rock n'roll molto orecchiabile, fino a Femmina come te, Me ne vado brano malinconico, cover italiana di Desperado degli Eagles, da Questa sera Rock n'Roll i ritmi si fanno più ballabili, e C'è chi nasce Donna brano malinconico, mentre l'album si chiude con Ma non vedi e Sai qual è la verità?: la prima è uguale a Questa sera Rock n'Roll, la seconda più malinconica, accompagnata da un assolo di sax.
La produzione dell'album è affidata a Guido Elmi, manager di Vasco e poi della Steve Rogers Band, e la distribuzione è affidata alla multinazionale CBS Records.
La copertina dell'album raffigura i membri della band in primo piano, con il titolo di colore blu in alto a sinistra e l'acronimo SRB di colore rosso in alto a destra.

## Tracce
1. Ok sì (Vasco Rossi, Massimo Riva)
2. Senza un alibi (Vasco Rossi, Massimo Riva)
3. Femmina come te (Vasco Rossi, Maurizio Solieri)
4. Me ne vado (Cover italiana di Desperado degli Eagles) (Massimo Riva, Don Henley, Glenn Frey)
5. Questa sera Rock n'Roll (Vasco Rossi, Maurizio Solieri)
6. C'è chi nasce Donna (Massimo Riva, Maurizio Solieri)
7. Ma non vedi (Massimo Riva, Guido Elmi, Massimo Riva)
8. Sai qual è la verità? (Massimo Riva, Luigi Laterrenia, Domenico Camporeale, Guido Elmi)

Prodotto da Guido Elmi e Maurizio Biancani

## Musicisti
- Massimo Riva: voce, chitarra ritmica
- Maurizio Solieri: voce, chitarra solista
- Claudio Golinelli: basso, cori
- Mimmo Camporeale: tastiere
- Daniele Tedeschi: batteria
- Andrea Innesto: sax

Altri musicisti
- Guido Elmi: percussioni, tastiera
- Serse May: tastiera, synth
- Lele Melotti: batteria
- Rudy Trevisi: sax
- Antonella Melone: cori in Me ne vado
- Antonella Pepe: cori in Me ne vado